# Classe Leander (fregata)
Le fregate Type 12I (Improved) della Classe Leander sono unità missilistiche multiruolo di grande successo, realizzate in Gran Bretagna, con varie specializzazioni apparse nel tempo. Le Leander sono l'ultima evoluzione delle unità ASW Type 12 della Classe Whitby, e delle unità Type 12M della Classe Rothesay, comparse nella seconda metà degli anni cinquanta.

## Costruzione
Le Leander vennero realizzate in 26 esemplari in 3 lotti di 10, 6 e infine 10 navi, più larghe delle precedenti. La loro progettazione era robusta con un castello di prua assai pronunciato, e un alto bordo libero. Le sovrastrutture erano basse e larghe, con una plancia sormontata dall'albero principale con uno dei radar di scoperta, mentre a poppavia vi era l'unico fumaiolo che raggruppava i gas dei 2 gruppi caldaie e dietro ancora un'alberatura più bassa con il radar di scoperta aerea a lungo raggio Type 965, seguito da un piccolo hangar e un ponte di volo. La prima unità entrò in servizio nel 1963. Oltre alle 26 unità per la Royal Navy sono state costruite altre 21 unità per marine estere, la cui costruzione è avvenuta sia nei cantieri inglesi, sia su licenza, negli stati per i quali le unità erano destinate.

### Propulsione
L'apparato motore era basato su 2 gruppi di turbine a vapore di media potenza, alimentate da due caldaie Babcock & Wilcox forniva in totale 30000 hp, che venivano ripartiti su 2 assi di trasmissione e altrettante eliche.

### Armamento
L'armamento era in origine un impianto binato Mk 6 con cannoni da 114mm da 30 colpi al minuto e 16 km di gittata, che era praticamente il punto di arrivo della progettazione bellica, con un sistema di caricatura automatico.
Il sistema di difesa comprendeva anche 2 cannoni Bofors da 40mm, 2 mitragliere Oerlikon da 20mm automatici a e il sistema missilistico Sea Cat. Un'altra arma presente inizialmente in tutte le unità era il mortaio trinato antisommergibile Mk 10 Limbo, ultimo esponente di una famiglia di sistemi della Seconda guerra mondiale che sparava proiettili pesanti ma limitatamente ad un raggio di circa 900 metri.

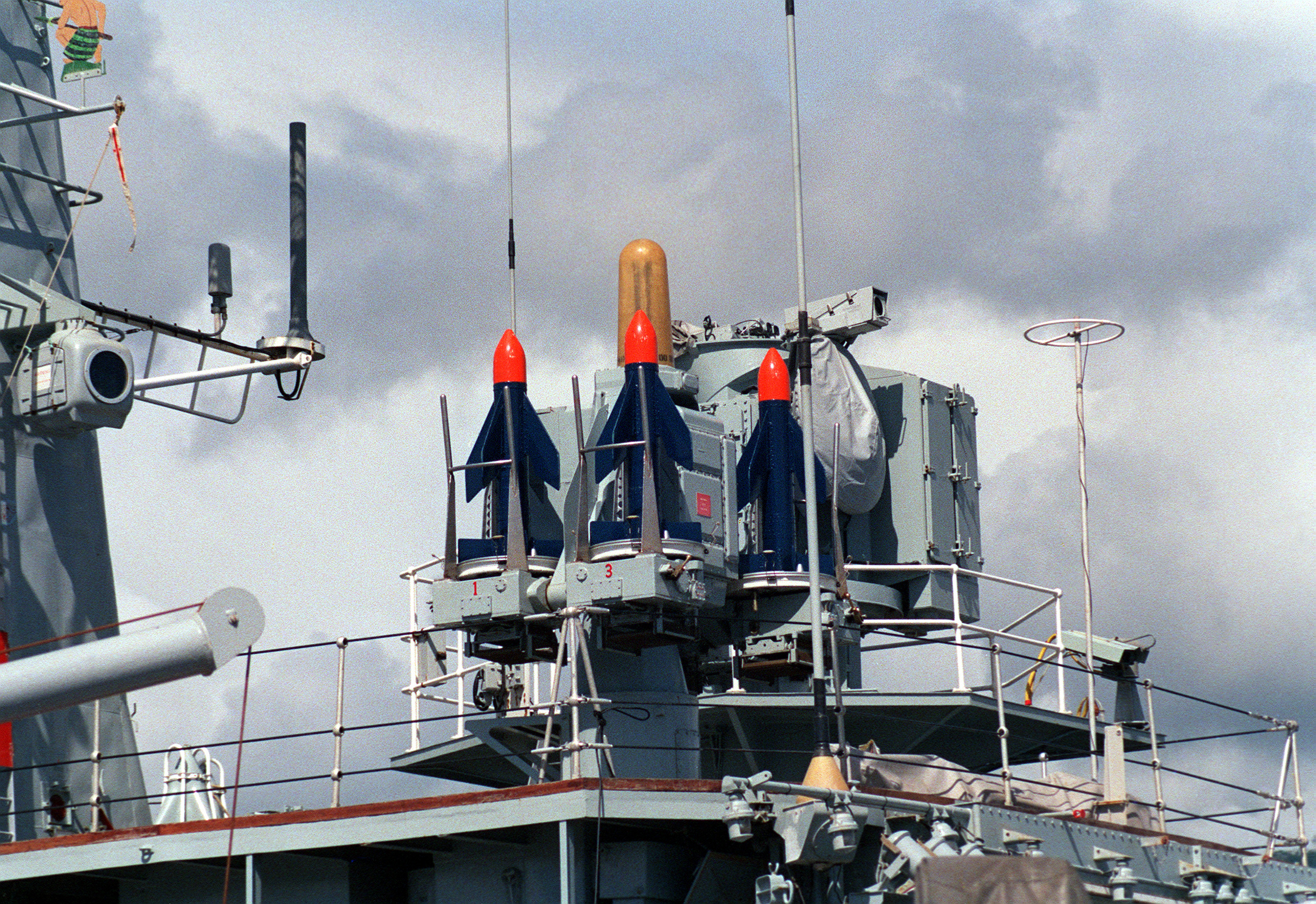
Lanciamissili Sea Cat sulla fregata neozelandese HMNZS Wellington. A destra la centrale di tiro con telecamera, mentre i missili sono colorati di scuro piuttosto che bianchi e gialli come spesso erano i missili britannici. L'oggetto giallo è invece il perno centrale della rampa

### Elicottero
A completare le dotazioni della nave l'elicottero leggero Westland Scout armato da siluri AS 12 o Mk 44 di caratteristiche piuttosto limitate, che venne sostituiro dal Westland Linx nella maggior parte delle unità.

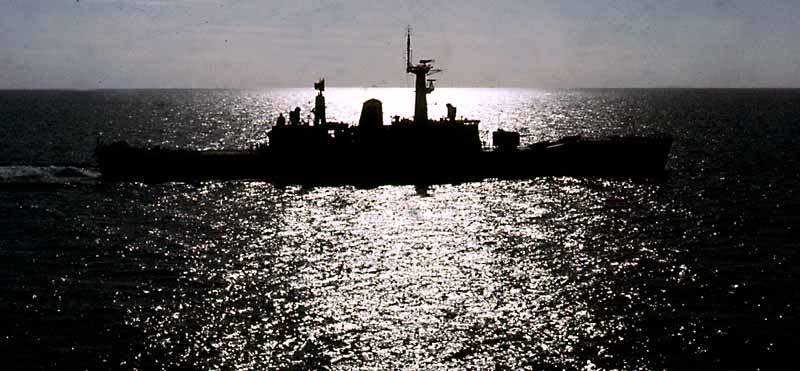
Una suggestiva immagine della fregata Bacchante

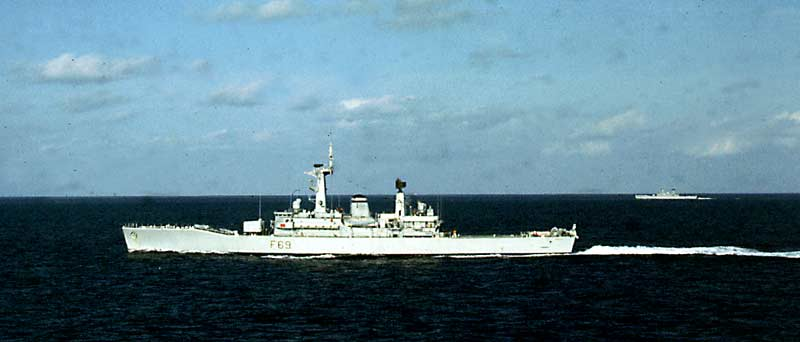
La fregata HMS Bacchante in primo piano con la fregata HMS Charybdis sullo sfondo

## Unità

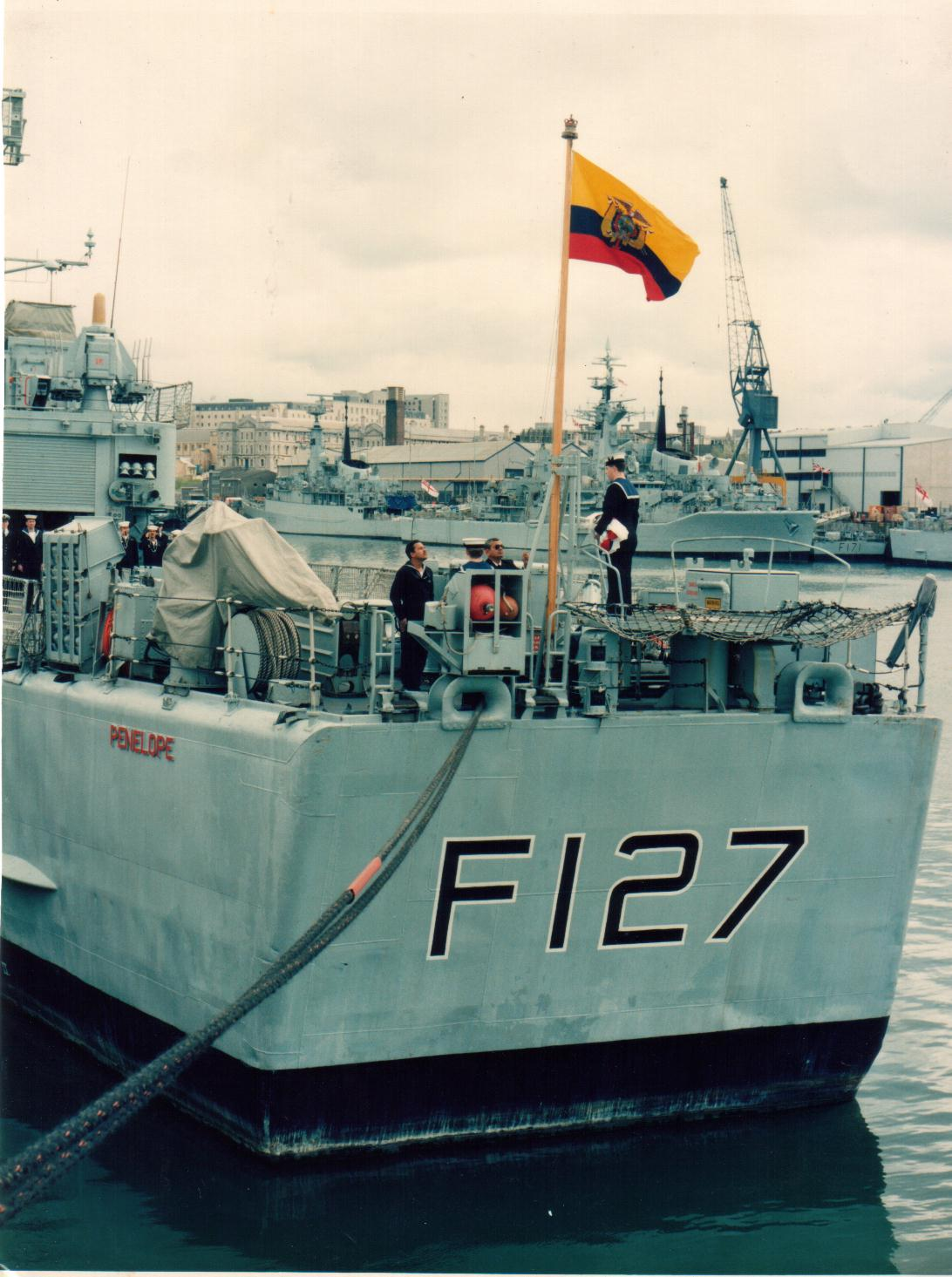
La fregata HMS Penelope al momento della consegna all'Ecuador

### Lotto I
Le unità del primo lotto, entrate in servizio tra il 1963 e il 1965 erano le seguenti:
- F 109 Leander affondato come bersaglio nel 1989
- F 114 Ajax demolito nel 1988
- F 104 Dido ceduta nel 1983 alla Nuova Zelanda e ribattezzata HMNZS Southland
- F 127 Penelope rivenduta all'Ecuador nel 1991 e ribattezzata Presidente Eloy Alfaro
- F10 Aurora demolito nel 1990
- F 15 Euryalus venduto per demolizione nel 1990
- F 18 Galatea affondato come bersaglio nel 1988
- F 38 Arethusa affondato come bersaglio nel 1991
- F 39 Naiad affondato come bersaglio nel 1990
- F 28 Cleopatra venduto per demolizione nel 1993

Le prime quattro unità erano state impostate per altre classi. Leander, Ajax e Dido erano stati impostati come appartenenti alla Classe Rothesay rispettivamente con i nomi Weymouth, Fowey e Hastings, ma in seguito all'annullamento del programma Rothesay la loro costruzione è proseguita come Leander. Il Penelope era stato prima impostato come unità della Classe Type 41 con il nome Panther e successivamente la sua costruzione è proseguita prima come unità della Classe Salisbury con il nome Coventry ed avrebbe dovuto essere la quinta unità della classe, ma durante la costruzione si decise di ultimarla come Leander varandola con il nome Penelope.

### Lotto II

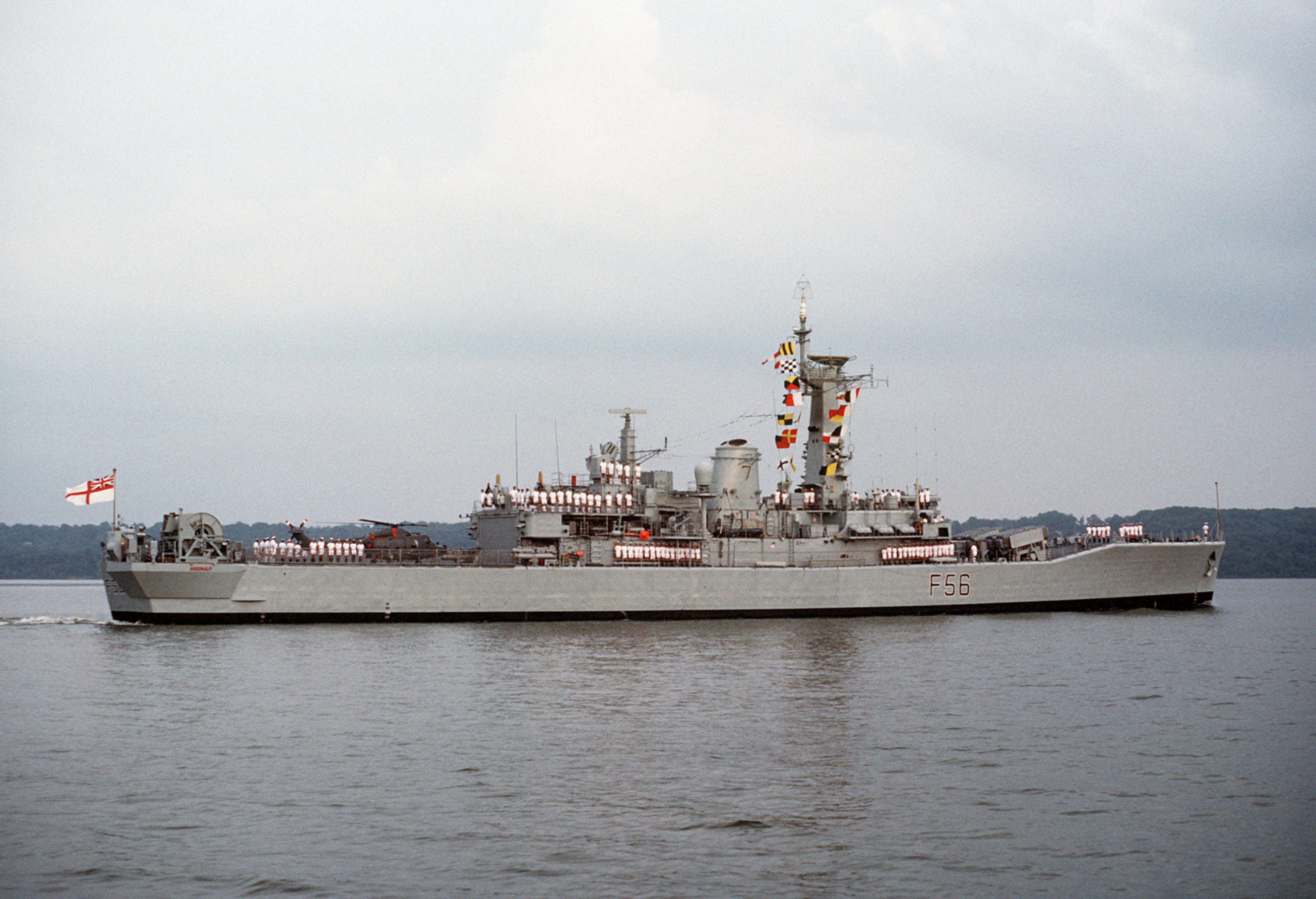
La fregata Argonaut

Le unità del secondo lotto, entrate in servizio tra il 1966 e il 1967 erano le seguenti:
- F 40 Sirius affondato come bersaglio nel 1998
- F 42 Phoebe venduto per demolizione nel 1992
- F 45 Minerva venduto per demolizione nel 1993
- F 47 Danae rivenduto all'Ecuador nel 1990 e ribattezzata Morán Valverde
- F 52 Juno venduto per demolizione nel 1994
- F 56 Argonaut venduto per demolizione nel 1995

Le sei fregate del Lotto II rispetto a quelle del Lotto I ebbero una diversa disposizione della sala macchine con maggiore spazio a disposizione dell'equipaggio ed un miglior comfort a bordo con la presenza di un impianto di aria condizionata.

### Lotto III

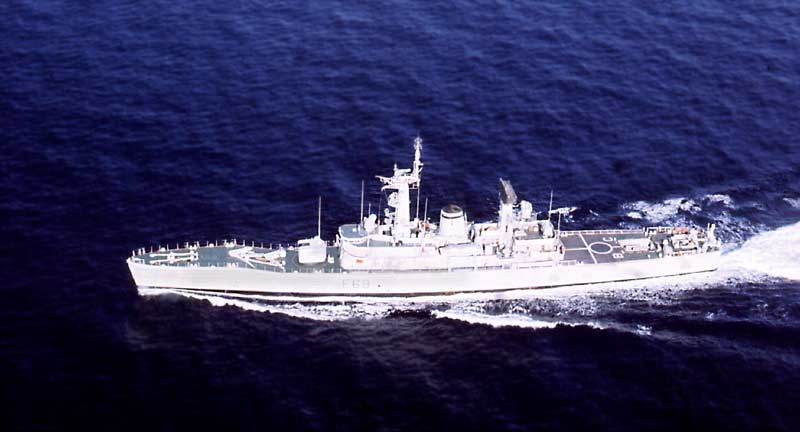
La fregata HMS Bacchante in navigazione nel Mediterraneo nel 1976

Il terzo lotto comprendeva le seguenti unità:
- F 12 Achilles rivenduta al Cile nel 1990 e ribattezzato Ministro Zenteno
- F 16 Diomede rivenduto Pakistan nel 1988 e ribattezzata Shamsher
- F 57 Andromeda rivenduto all'India 1995 e ribattezzato Krishna
- F 58 Hermione venduto per demolizione nel 1997
- F 60 Jupiter venduto per demolizione nel 1997
- F 69 Bacchante ceduto nel 1982 alla Nuova Zelanda e ribattezzato HMNZS Wellington
- F 70 Apollo rivenduta Pakistan nel 1988 e ribattezzata Zulfiqar
- F 71 Scylla affondato come barriera artificiale al largo delle coste della Cornovaglia nel 2004
- F 72 Ariadne rivenduto al Cile nel 1992 e ribattezzato General Baquedano
- F 75 Charybdis affondato come bersaglio nel 1993

Le unità del Lotto III entrate in servizio tra il 1968 e il 1973 erano leggermente più larghe delle precedenti, aumentando gli spazi a disposizione ed accrescendo la stabilità in mare e vennero dotate di sonar a scafo Type 2016.

## Gli ammodernamenti
Le navi ebbero aggiornamenti diversificati, in seguito ai quali si ebbero configurazioni di vario tipo per diverse sottoclassi.

### Batch 1 Ikara Group
Tra le navi del primo lotto, otto vennero trasformate in unità antisommergibili, con la rimozione del cannone binato di prua, sostituito con il lanciamissili per siluri antisommergibile Ikara, che pur essendo un sistema leggero e semplice aveva 24 km di gittata. Una fregata del primo lotto, la HMS Dido venne ribattezzata HMNZS Southland (F 104) dopo essere stata ceduta alla Nuova Zelanda. Per migliorare la difesa antiaerea è stato anche sostituito il cannone da 40mm, sistemato in zona hangar, con un secondo lanciamissili Sea Cat.

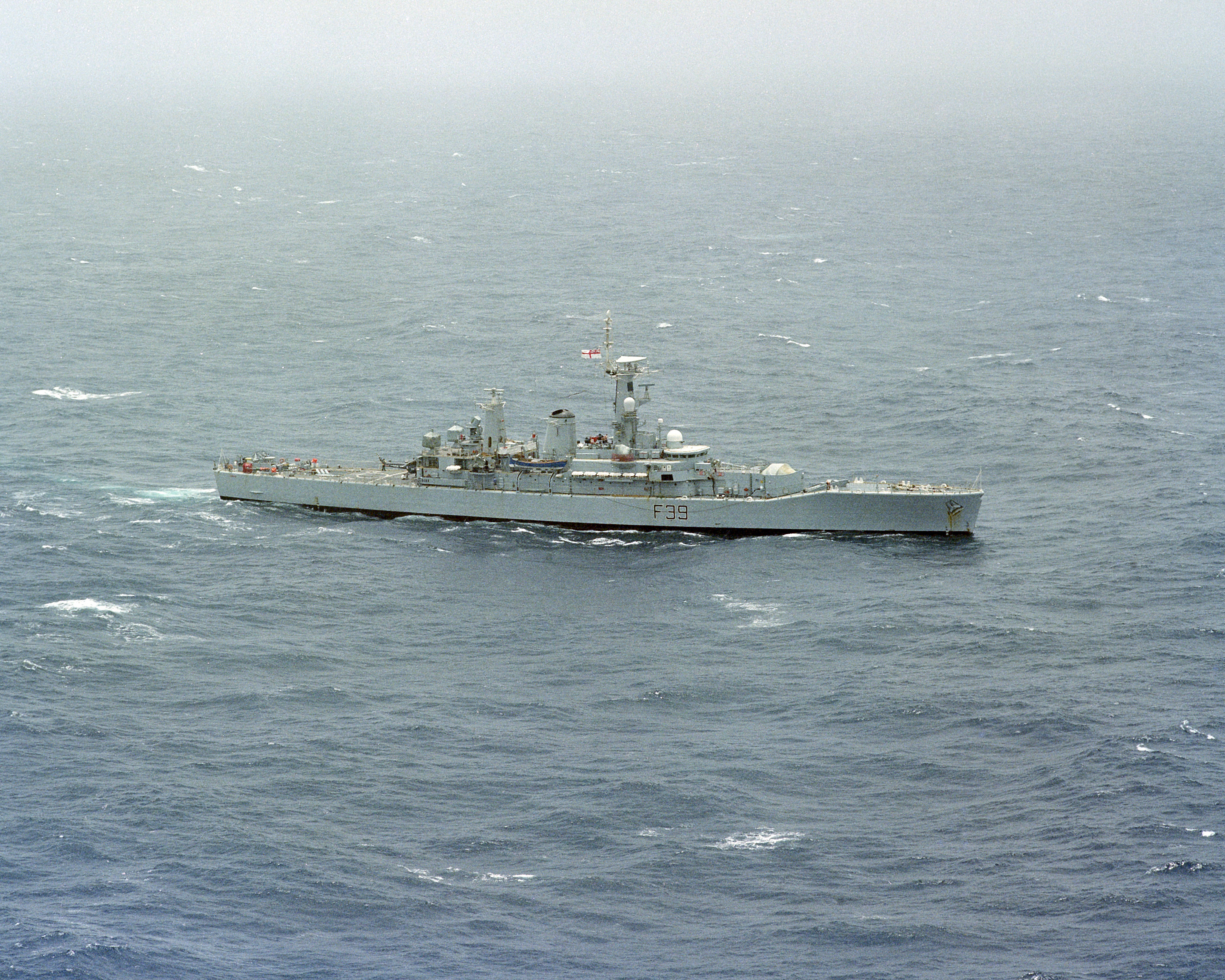
La fregata Naiad

L'ammodernamento di questo unità avvenne in due fasi.
La prima fase vide l'ammodernamento delle seguenti unità:
- F 109 Leander ammodernata tra giugno 1970 e dicembre 1972
- F114 Ajax ammodernata tra ottobre 1970 e settembre 1973
- F 18 Galatea ammodernata tra ottobre 1971 e settembre 1974
- F 39 Naiad ammodernata tra gennaio 1973 e luglio 1975

La seconda fase vide l'ammodernamento delle seguenti unità:
- F 15 Euryalus ammodernata tra maggio 1973 e marzo 1976
- F10 Aurora ammodernata tra dicembre 1974 e marzo 1976
- F 38 Arethusa ammodernata tra ottobre 1973 e aprile 1977
- F 104 Dido ammodernata tra luglio 1975 e ottobre 1978

Al termine degli ammodernamenti questo gruppo di unità venne denominato Batch 1 Ikara Group.

### Batch 2
Le unità del secondo lotto e due del primo lotto vennero sottoposte a lavori di ammodernamento in due fasi distinte, denominate Batch 2 Exocet Group e Batch 2 Towed Array Exocet Group per migliorare le capacità antinave sostituendo l'impianto binato di prora e il relativo radar di controllo del tiro con il sistema missilistico Exocet, mentre per rinforzare le capacità antiaeree venne sostituito il cannone da 40mm con un secondo lanciamissili Sea Cat. Venne anche eliminato il mortaio Mk 10 Limbo per avere maggiore spazio sul ponte di volo per farvi operare un elicottero Westland Lynx, mentre per non penalizzare le capacità antisommergibile vennero anche aggiunti due lanciasiluri tripli da 324mm STWS-1 del tipo MK 32 per siluri leggeri Mk 46 o Stingray. Oltre a questi ammodernamenti, alcune unità vennero dotate anche di sonar a profondità variabile e del sonar rimorchiato Type 2031(I). Questo gruppo è stato denominato Batch 2 Towed Array Exocet Group.

#### Batch 2 Towed Array Exocet Group
Questo gruppo era composto dalle seguenti unità:
- F 28 Cleopatra ammodernata tra luglio 1973 e novembre 1975
- F 42 Phoebe ammodernata tra agosto 1974 e aprile 1977
- F 40 Sirius ammodernata tra marzo 1975 e ottobre 1977
- F 45 Minerva ammodernata tra dicembre 1975 e marzo 1979

#### Batch 2 Exocet Group
Questo gruppo era composto dalle seguenti unità:
- F 47 Danae ammodernata tra febbraio 1976 e marzo 1980
- F 56 Argonaut ammodernata tra agosto 1977 e settembre 1980
- F 127 Penelope ammodernata tra gennaio 1978 e marzo 1981

L'ultima del secondo lotto, la Juno (F 52) tra il 1981 e il 1985 venne adattata a nave addestrativa, con la rimizione di ogni armamento. Questa unità, che è stata protagonista di vari incidenti, posta in riserva il 4 novembre 1992 venne demolita nel 1995.

### Batch 3 Sea Wolf Group
Nelle unità del terzo lotto sottoposte ad ammodernamento si ebbe la sostituzione dell'impianto binato di prora con il sistema missilistico Exocet e del mortaio Mk 10 Limbo con una terza mitragliera Oerlikon da 20mm, mentre vennero poi aggiunti due lanciasiluri tripli per siluri leggeri e rimossi sia il cannone da 40mm che il sistema Sea Cat per far posto al sistema missilistico Sea Wolf e relativo radar Type 910 per il controllo del tiro. La sostituzione del mortaio Limbo con una terza mitragliera Oerlikon da 20mm avvenne in tutte le unità del terzo lotto e non solo su quelle sottoposte a lavori di ammodernamento.
Le unità che ebbero gli ammodernamenti vennero denominate Batch 3 Sea Wolf Group e furono cinque:
- F 57 Andromeda ammodernata tra marzo 1978 e dicembre 1980
- F 75 Charybdis ammodernata tra giugno 1979 e agosto 1982
- F 60 Jupiter ammodernata tra gennaio 1980 e giugno 1983
- F 58 Hermione ammodernata tra gennaio 1980 e ottobre 1983
- F 71 Scylla ammodernata tra novembre 1980 e dicembre 1984

Le altre 5 navi del terzo lotto per motivi di economia non vennero ammodernate ed una, la Bacchante (F 69), venne venduta alla Nuova Zelanda dove venne ribattezzata Wellington (F 69) e si unì alle altre Leander che erano già presenti nella Marina di questa nazione. Le altre quattro, Achilles (F 12), Diomede (F 16), Apollo (F 70) e Ariadne (F 72) vennero lasciate in servizio nella Marina Inglese senza modifiche all'armamento e due di esse vennero rivendute al Cile dopo essere state dismesse.

## Servizio
In termini di impiego bellico, la fregata Andromeda, la prima ad essere modificata con il Sea Wolf, rientrò in servizio nel 1980 e venne spedita in Sud Atlantico a partecipare alla guerra delle Falkland dove, nonostante avesse un solo sistema Sea Wolf e nessun cannone da 40mm, riuscì a sopravvivere senza danni. Anche qualche altra nave, come l'Argonaut venne lì impiegata, assieme alle vecchie fregate classe Rothesay, per un totale di 5-6 vecchie unità. Nell'insieme, le Type 12, apparse negli anni '60, hanno avuto un notevole successo. Esse, pur avendo una velocità relativamente bassa si sono comportate bene e hanno meritato una serie di aggiornamenti di elevato livello, anche se hanno dovuto rinunciare ad avere tutti i tipi di equipaggiamenti in simultanea. Specie le navi con il Sea Wolf e l'Exocet, come anche le unità olandesi si sono espresse al meglio e le navi di questo tipo si sono dimostrate più flessibili delle successive Type 21, malgrado il vecchio apparato motore. Nell'insieme hanno prestato servizio in Gran Bretagna, Australia, Cile, Nuova Zelanda, India e Olanda in complessivi 44 esemplari (26 britannici, 2 australiani, 2 neozelandesi, 2 cileni, 6 indiani e 6 olandesi) e una varietà proteiforme di equipaggiamenti e missioni, compatibilmente con uno scafo e un dislocamento paragonabile a quello di una fregata Lupo, ma senza equipaggiamenti necessariamente altrettanto compatti e moderni.

## Esportazione
Le Leander hanno ottenuto anche un successo notevole di esportazione. Sono state costruite per il Cile due unità, denominate Almirante Condell e Almirante Lynch (07) e due per la marina australiana, denominate Swan (D 50) e Torrens (D 53) che costruite in questo caso su licenza, andavano ad aggiungersi ad altre quattro unità Type 12 della Classe River. Altre navi per committenti esteri sono state quelle della classe Nilgiri, costruite per l'India, e quelle della classe Van Speijk, costruite per la marina olandese. Lo standard di equipaggiamenti è stato sistemato in maniera migliore rispetto a quello di quasi tutte le navi inglesi, con le unità olandesi che in particolare hanno avuto installato 8 missili Harpoon per una elevata capacità antinave, mantenendo anche le capacità artiglieresche con un cannone moderno da 76mm e la componente elettronica quasi tutta olandese.

### Olanda

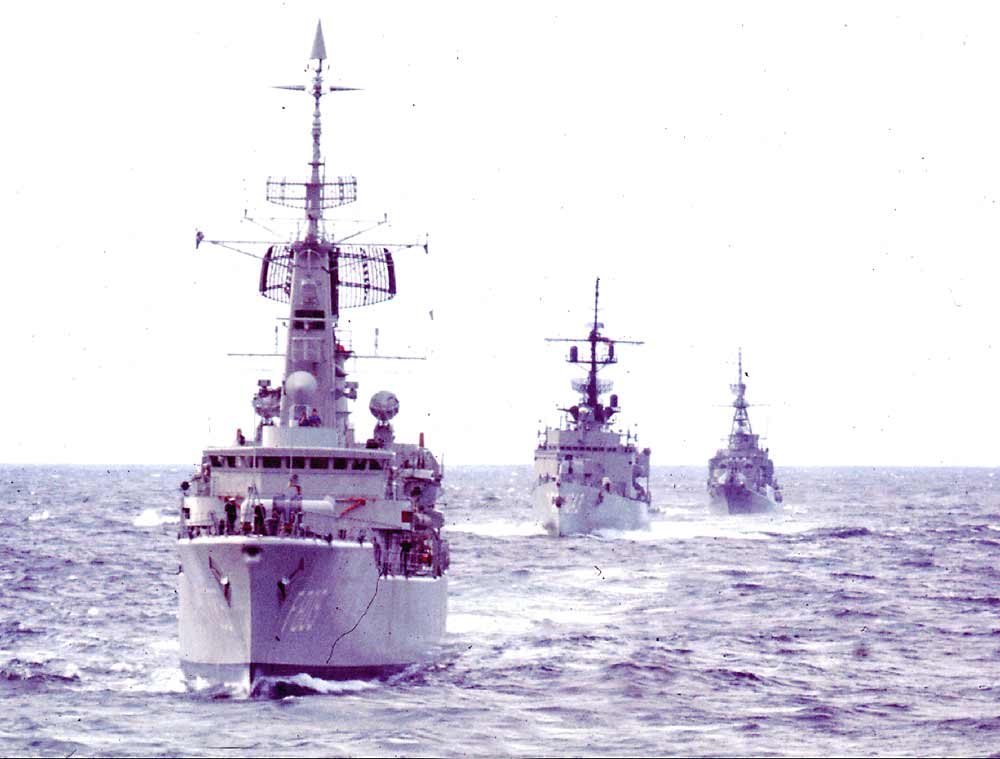
la fregata Van Nes in ingresso a Lisbona nel febbraio 1975

I Paesi Bassi per la propria marina ordinarono sei di queste fregate, che furono costruite su licenza nei cantieri olandesi e vennero riammodernate nella seconda metà degli anni settanta.

#### Unità
- F802 Van Speijk (1967-1986)
- F803 Van Galen (1967-1987)
- F804 Tjerk Hiddes (1967-1986)
- F805 Van Nes (1967-1988)
- F814 Isaac Sweers (1968-1990)
- F815 Evertsen (1967-1989)

Le unità dopo essere state poste in disarmo sono state cedute all'Indonesia e sono tutte attualmente in servizio

### Cile
Il Cile ordinò nel 1969 per la sua marina due Leander che vennero costruite nei cantieri Yarrow di Glasgow in Scozia. Le due unità, battezzate Almirante Condell (PFG-06) e Almirante Lynch (PFG-07), vennero immesse in servizio tra la fine del 1974 e l'inizio del 1975. L'Almirante Lynch è stato posto in disarmo il 4 luglio 2007 e l'Almirante Condell l'11 dicembre 2007. Queste unità vennero affiancate negli anni novanta da altre due Leander poste in disarmo dalla Royal Navy. La prima di questa, la Achilles (F 12), ribattezzata Ministro Zenteno (PFG-08) entrò in servizio nel 1990 andando definitivamente in disarmo nel 2006. La seconda, la Ariadne (F 72), ribattezzata General Baquedano (PF-09), entrò in servizio nel 1992 e dopo essere stata dismessa venne affondata come bersaglio nel 2004. Per il Lynch e il Condell è stata disposta la vendita all'Ecuador e la stessa sorte potrebbe toccare al Zenteno.

### Ecuador
L'Ecuador acquistò per la sua marina due unità del Batch 2 Exocet Group che erano state dismesse dalla Royal Navy. Le due fregate HMS Danae (F47) del Lotto II e HMS Penelope (F127) Lotto I erano state rimodernate e sottoposte alla conversione Batch 2 Exocet Group. Entrate in servizio nella marina dell'Ecuador, rispettivamente nel 1990 e nel 1991 e ribattezzate Morán Valverde e Presidente Eloy Alfaro, con la fregata Morán Valverde che ha ricoperto il ruolo di ammiraglia della flotta. Le due unità hanno prestato servizio fino al 2008, quando sono state sostituite con gli stessi nomi, da due Leander cilene della Classe Condell dismesse dalla Marina cilena.
| Armada del Ecuador | Armada del Ecuador     | Armada del Ecuador         | Armada del Ecuador  | Armada del Ecuador  |
| matricola          | Nome                   | Nome originario            | Entrata in servizio | Situazione attuale  |
| ------------------ | ---------------------- | -------------------------- | ------------------- | ------------------- |
| FM-02              | Morán Valverde         | HMS Danae (F47)            | 1990                | In disarmo nel 2008 |
| FM-01              | Presidente Eloy Alfaro | HMS Penelope (F127)        | 1991                | in disarmo nel 2008 |
| FM-01              | Presidente Eloy Alfaro | Almirante Condell (PFG-06) | 18 aprile 2008      | In servizio attivo  |
| FM-02              | Morán Valverde         | Almirante Lynch (PFG-07)   | 15 ottobre 2008     | In servizio attivo  |

### India
L'India ordinò per la sua marina sei unità Leander che vennero costruite su licenza nei cantieri di Mumbai tra il 1972 e il 1981, denominate Classe Nilgiri

#### Classe Nilgiri
| INS Nilgiri (F33)     | 23 giugno 1972   | in disarmo nel 1996           |
| INS Himgiri (F34)     | 23 novembre 1974 | in disarmo dal 6 maggio 2005  |
| INS Udaygiri (F35)    | 18 febbraio 1976 | in disarmo dal 24 agosto 2007 |
| INS Dunagiri (F36)    | 5 maggio 1977    | in servizio                   |
| INS Taragiri (F41)    | 16 maggio 1980   | in servizio                   |
| INS Vindhyagiri (F42) | 8 luglio 1981    | in servizio                   |

Successivamente, nel 1995, in previsione della messa in disarmo della fregata Nilgiri, l'India acquistò dal Regno Unito la fregata Andromeda, dopo che era stata posta in disarmo dalla Royal Navy, immettendola in servizio ribattezzandola Krishna. La nave ha cessato di essere operativa nel 2004 e l'armamento è stato ridotto ai soli cannoni Bofors da 40mm e alle mitragliere da 20mm venendo usata solo per attività addestrativa.

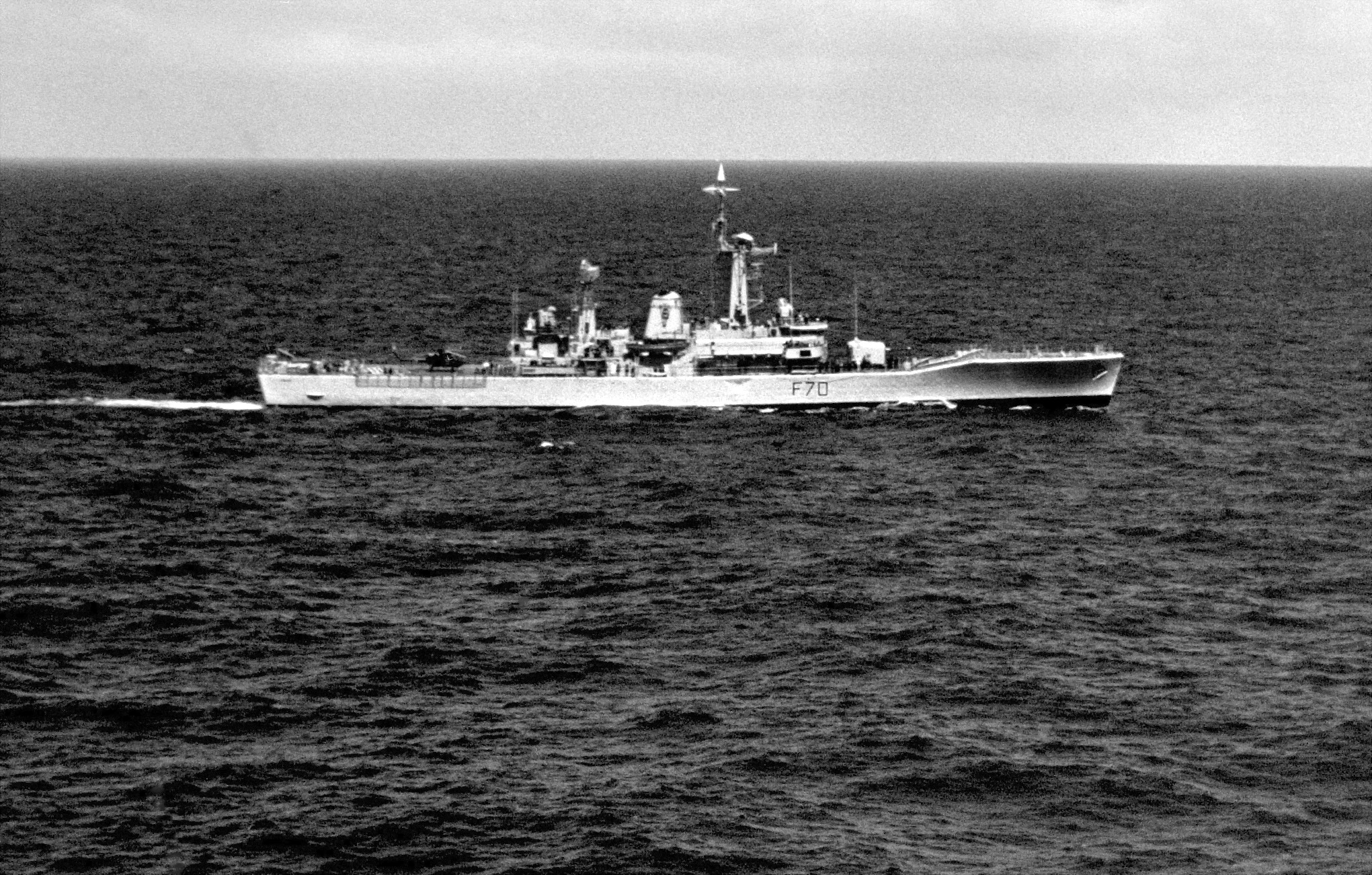
La fregata Zulfiqar, ex HMS Apollo, nel 1986 prima di essere venduta al Pakistan

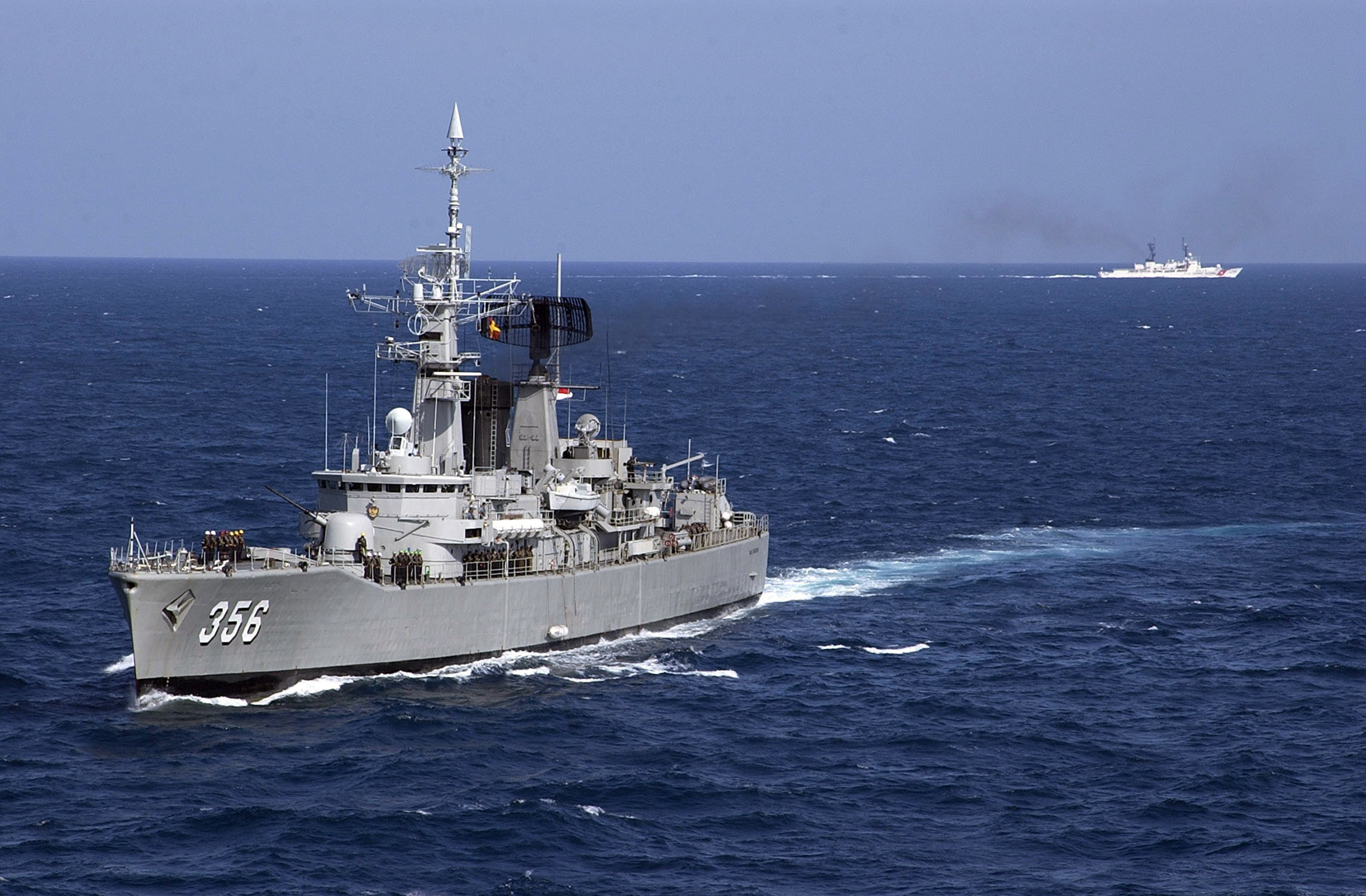
La fregata Karel Satsuitubun, ex Hr.Ms. Isaac Sweers

### Pakistan
Il Pakistan acquistò nel 1988 due Leander del Lotto III ammodernate alla conversione Sea Wolf. Le due unità, HMS Diomede e HMS Apollo, vennero ribattezzate rispettivamente Shamsher e Zulfiqar, di cui la prima è ancora in servizio, mentre la seconda è stata dismessa nel 2004.
| Pak Bahr'ya | Pak Bahr'ya | Pak Bahr'ya       | Pak Bahr'ya          | Pak Bahr'ya         |
| matricola   | Nome        | Nome originario   | Cessione al Pakistan | Stato attuale       |
| ----------- | ----------- | ----------------- | -------------------- | ------------------- |
| F 263       | Shamsher    | HMS Diomede (F16) | 1988                 | in servizio         |
| F 262       | Zulfiqar    | HMS Apollo (F70)  | 1988                 | in disarmo dal 2004 |

### Indonesia
L'Indonesia acquistò tra il 1986 e il 1990 le 6 unità della Classe Van Speijk dismesse dall'Olanda.
Nella Tentara Nasional Indonesia Angkatan Laut, la Marina militare indonesiana, le fregate ex-olandesi costituiscono la Classe Ahmad Yani.
Nell'estate del 2006 navi indonesiane, tra cui la fregata Satsuitubun hanno preso parte all'esercitazione CARAT (Cooperation Afloat Readiness and Training), un'esercitazione annuale bilaterale tra unità della US Navy e di Marine di stati del Sud-est asiatico.

#### Unità classe Ahmad Yani
| Tentara Nasional Indonesia Angkatan Laut - Fregat kelas Ahmad Yani | Tentara Nasional Indonesia Angkatan Laut - Fregat kelas Ahmad Yani | Tentara Nasional Indonesia Angkatan Laut - Fregat kelas Ahmad Yani | Tentara Nasional Indonesia Angkatan Laut - Fregat kelas Ahmad Yani | Tentara Nasional Indonesia Angkatan Laut - Fregat kelas Ahmad Yani |
| matricola                                                          | Nome                                                               | Nome originario                                                    | Entrata in servizio                                                | Stato attuale                                                      |
| ------------------------------------------------------------------ | ------------------------------------------------------------------ | ------------------------------------------------------------------ | ------------------------------------------------------------------ | ------------------------------------------------------------------ |
| 351                                                                | KRI Ahmad Yani                                                     | Hr.Ms. Tjerk Hiddes, (F 804)                                       | 1986                                                               | in servizio                                                        |
| 352                                                                | KRI Slamet Riyadi                                                  | Hr.Ms. Van Speijk (F 802)                                          | 1986                                                               | in servizio                                                        |
| 353                                                                | KRI Yos Sudarso                                                    | Hr.Ms. Van Galen (F 803)                                           | 1986                                                               | in servizio                                                        |
| 354                                                                | KRI Oswald Siahaan                                                 | Hr.Ms. Van Nes (F 805)                                             | 1987                                                               | in servizio                                                        |
| 355                                                                | KRI Halim Perdanakususma                                           | Hr.Ms. Evertsen (F 815)                                            | 1989                                                               | in servizio                                                        |
| 356                                                                | KRI Karel Satsuitubun                                              | Hr.Ms. Isaac Sweers (F 814)                                        | 1990                                                               | in servizio                                                        |

### Australia
L'Australia ordinò per la propria marina due Leander da affiancare alle quattro unita Type 12 della Classe River in servizio da oltre un quinquennio nella Royal Australian Navy. Le due unità costruite su Licenza in Australia e denominate HMAS Swan e HMAS Torrens entrate in servizio rispettivamente nel 1970 e nel 1971 sono state radiate nel 1996 e nel 1998 e sono state entrambi affondate. La prima come relitto subacqueo nel 1997, la seconda come bersaglio il 14 giugno 1999, da parte del sottomarino HMAS Farncomb nel corso di un test del siluro Mk 48.

### Nuova Zelanda

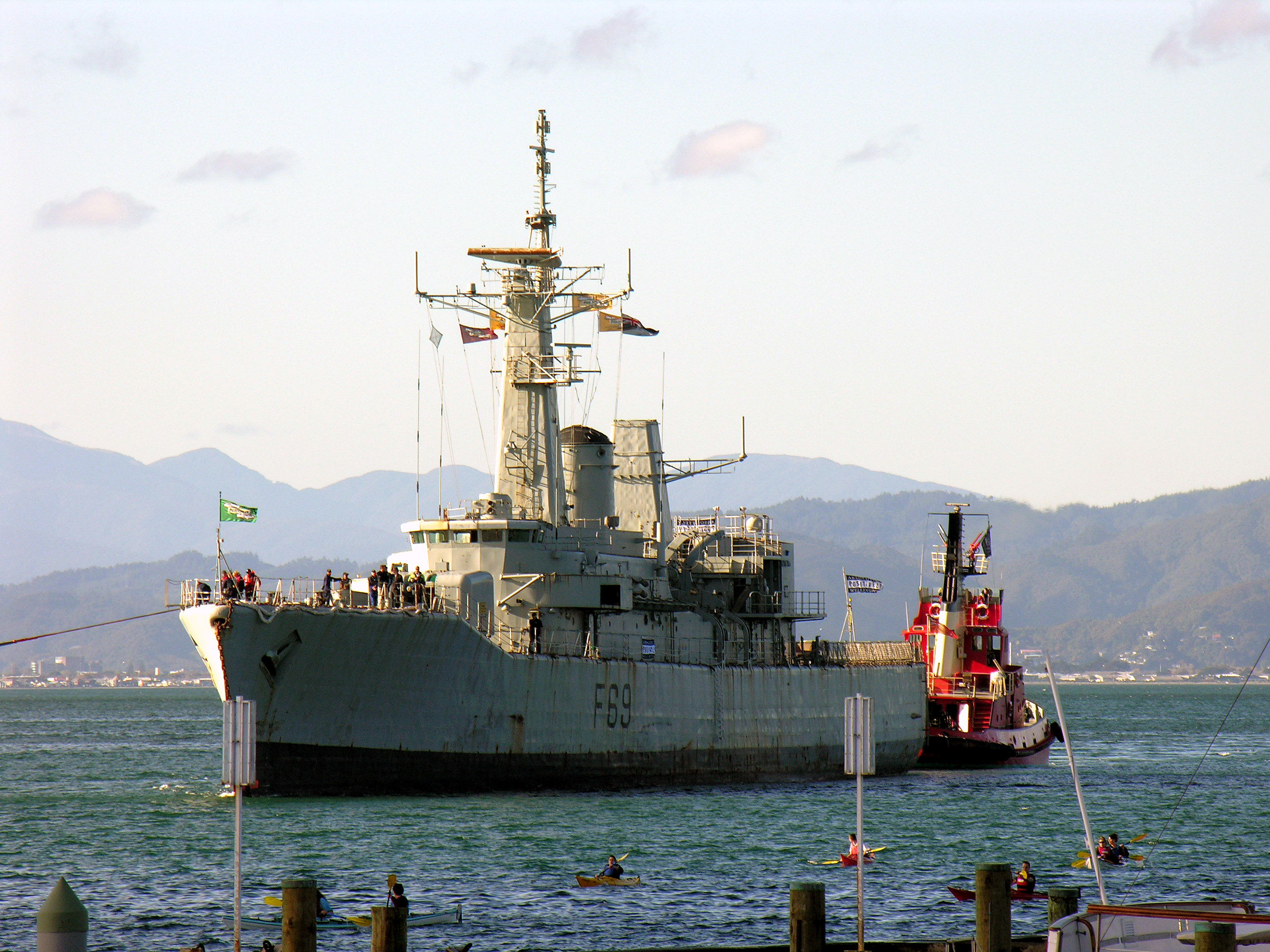
La fregata HMNZS Wellington ex HMS Bacchante nel 2005